# Анаперо карликовий
Анапе́ро карликовий (Chordeiles pusillus) — вид дрімлюгоподібних птахів родини дрімлюгових (Caprimulgidae). Мешкає в Південній Америці.

## Опис
Довжина птаха становить 15-25 см, вага 33 г. Верхня частина тіла коричнева, поцяткована сірими, охристими і рудувато-коричневими плямками. Нижня частина тіла білувата або охриста, поцяткована коричневими смужками. На горлі вузька біла пляма, або дві невеликі білі плями з боків. Чотири крайніх стернових пера мають на кінці білу смугу, помітну в польоті, у самиць вона охриста. Представники підвидів вирізняються за розмірами, кольором і кількістю смужок на нижній частині тіла.

## Підвиди
Виділяють шість підвидів:
- C. p. septentrionalis (Hellmayr, 1908) — від східної Колумбії до Венесуели і Гаяни;
- C. p. esmeraldae Zimmer, JT & Phelps, 1947 — південно-східна Колумбія, південна Венесуела і північно-західна Бразилія;
- C. p. xerophilus Dickerman, 1988 — північно-східна Бразилія (Параїба, Пернамбуку);
- C. p. novaesi Dickerman, 1988 — північно-східна Бразилія (Мараньян, Піауї);
- C. p. saturatus Pinto & Camargo, 1957 — східна Болівія і захід центральної Бразилії (південний схід Амазонасу, Пара, Мату-Гросу);
- C. p. pusillus Gould, 1861 — східна Бразилія (Токантінс, Баїя, Гояс).

## Поширення і екологія
Карликові анаперо мешкають в Колумбії, Венесуелі, Гаяні, Болівії і Бразилії, трапляються в Аргентині. Вони живуть в саванах і на луках, зокрема на заплавних, в серрадо і каатинзі. Зустрічаються на висоті до 900 м над рівнем моря, поодинці, парами або невеликими розрізненими групами до 20 птахів. Живляться комахами, яких ловлять в польоті.